# Jane Siberry
Jane Siberry (nacida Stewart  nacida el 12 de octubre de 1955) es una cantante y compositora canadiense, conocida por éxitos como "Mimi on the Beach", "I Muse Aloud", "One More Color" y " Calling All Angels". Interpretó el tema musical de la serie de televisión Maniac Mansion.  Ha lanzado material bajo el nombre de Issa - una identidad (en contraposición a un simple nombre artístico), que utiliza formalmente entre 2006 y 2009.
El 30 de agosto de 2005, Siberry fue galardonada con el Premio Victor Martyn Lynch-Staunton en música de 2005 por el Consejo de las Artes de Canadá .

## Trayectoria

### Infancia y primeros años.
Jane Stewart nació en Toronto en 1955 y se crio en el suburbio de Etobicoke.  Tomaría su apellido posterior, "Siberry", del apellido de su tía y tío maternos. Muchos años después, ella explicaría esta elección diciendo que "esta mujer y su esposo fueron la primera pareja que conocí donde podía sentir el amor entre ellos y la sostuve frente a mí como un punto de referencia".
Siberry aprendió piano desde la edad de cuatro años, enseñándose predominantemente a sí misma y desarrollando sus propios conceptos de notación y estructura. En la escuela aprendió la teoría de la música convencional (así como el corno francés) y aprendió a tocar la guitarra trabajando a través de las canciones de Leonard Cohen. Su primera canción la completó a la edad de diecisiete años, aunque había estado desarrollando ideas de canciones desde mucho antes.
Después de graduarse en la preparatoria de Richview Collegiate en Etobicoke, Ontario, y luego en el Canadian Junior College, de Lausana, Suiza, Siberry se trasladó a estudiar música en la Universidad de Guelph, y luego se pasó a microbiología (en la que obtuvo una licenciatura), cuando encontró que los cursos de música para estudiantes de primer año eran asfixiantes. Comenzó a actuar en clubes populares en Guelph, primero se unió a la cantante Wendy Davis y luego al bajista John Switzer en un grupo llamado Java Jive.

### Los tres primeros álbumes y el éxito canadiense (1979–1986)
Después de la división de Java Jive en 1979, Siberry mantuvo una relación tanto musical como romántica con John Switzer (quien trabajaría con ella en sus primeros cuatro discos). Al salir de la universidad, apoyó su trabajo como intérprete solista trabajando como camarera, ganando lo suficiente para financiar y hacer un tour de su álbum debut, Jane Siberry, de influencia popular, que se lanzó en 1981 en Duke Street Records. El álbum fue relativamente exitoso para un lanzamiento independiente, lo que le permitió a Siberry firmar un contrato de tres álbumes con A&M Records a través del sello Windham Hill. Como parte del acuerdo, Siberry pudo lanzar sus álbumes en Duke Street Records en Canadá, mientras que Windham Hill hacía el lanzamiento y la distribución en Estados Unidos.
Con la banda de Switzer, el guitarrista Ken Myhr, los teclistas Doug Wilde y Jon Goldsmith, y el baterista Al Cross, Siberry grabó su segundo álbum No Borders Here (lanzado en 1984), por el cual abandonó el enfoque popular en favor del arte electrónico.  Esto coincidió con un crecimiento en el soporte a la nueva ola y la música independiente dentro de los medios de difusión canadienses, incluida la estación de radio de Toronto CFNY y el canal de video MuchMusic. Ambos se convirtieron en entusiastas partidarios de Siberry y la colocaron en una alta rotación de listas de reproducción. 
El primer éxito de Siberry fue el tema del álbum " No Borders Here ", " Mimi on the Beach ": un sencillo de art-rock de siete minutos y medio que se benefició del soporte de difusión amigable con el arte en ese momento (y de su video hecho por Siberry y sus amigos). Dos singles más con videos, "You Don't Need" y "I Muse Aloud", consolidaron el éxito. No Borders Here vendió 40.000 copias y ganó un premio CASBY para Siberry a la mejor vocalista femenina, además de darle su primera oportunidad de tocar en vivo en Nueva York.
El tercer álbum de Siberry, The Speckless Sky (1985), continuó su enfoque art-pop.  Fue otro éxito comercial y crítico, pudo obtener el oro en Canadá al vender más de 100.000 unidades y establecer a Siberry como una estrella del pop canadiense.  El álbum proporcionó otro single de éxito, " One More Color " (con un entretenido video con Siberry paseando a una vaca) y ganó el CASBY de 1985 al mejor álbum, con Siberry también recogiendo el premio a mejor productora. En 1986, Siberry firmó con la filial de Warner Brothers, Reprise Records, que recogió su contrato estadounidense de Windham Hill, mientras cumplía el acuerdo canadiense existente con Duke Street Records.

### Periodo de Reprise Records

#### The WalkingandBound By the Beauty(1987–1992)
Para su cuarto álbum (el primero para Reprise), Siberry creó The Walking.  Lanzado en 1988, contenía un conjunto de canciones intrincadamente estructuradas, muchas de las cuales eran largas y variadas entre puntos de vista narrativos y descripciones de personajes. Muchas de las canciones trataron sobre el colapso romántico y la falta de comunicación, parcialmente inspiradas en la ruptura de Siberry con John Switzer (que sucedió durante la escritura y grabación del álbum). Fue comercializado como parte del "arte" de la música rock, junto a artistas como Kate Bush o Peter Gabriel.  Siberry se embarcó en una gira por Europa y los Estados Unidos para promocionar The Walking. Esto incluyó su primera actuación en Europa, que tuvo lugar en el ICA de Londres.
A pesar de los esfuerzos tanto del sello como del artista, The Walking fue, en última instancia, un éxito menos comercial que The Speckless Sky, y Siberry no logró un avance decisivo.  Aunque el álbum se encontró con el mismo interés crítico y atención que su antecesor, las críticas fueron notablemente más duras y menos acogedoras.  Además, las emisoras consideraron que el álbum no era adecuado para la radio, a pesar de la presencia de varias pistas más cortas y más accesibles en el álbum (tanto la canción del título como una edición más corta de "Ingrid and the Footman" se publicaron como singles pero no lograron tener impacto).
A pesar de este contratiempo, Reprise retuvo el contrato de Siberry, incluso asumiendo el lado canadiense de la distribución para su próximo álbum, Bound by the Beauty, de 1989. Siberry se movió hacia formas de canciones más simples y directas, desechando el pop-art electrónico en favor de estilos acústicos más basados en música country  y latina. Manteniendo su enfoque conceptual más peculiar; los temas de las canciones del álbum fueron generalmente más alegres que los de The Walking .  Antes del lanzamiento del álbum, Siberry realizó una gira por varios festivales de folk (en un formato de dúo con Ken Mhyr en la guitarra) con el fin de reposicionarse en el mercado; Bound by the Beauty tuvo mejores ventas de discos, y apareció en la lista de RPM Top 100 Albums en 1989. En 1990, se embarcó en una gira de 50 actuaciones por Japón, Australia, Nueva Zelanda, Gran Bretaña, Estados Unidos y Canadá.
Para 1991, Siberry había completado las demos para su próximo álbum: sin embargo, este se desechó cuando ni a Reprise ni a Siberry estaban satisfechas con los resultados, que se consideraban demasiado parecidos a Bound by the Beauty. En 1992, durante la espera de un nuevo disco, Reprise lanzó un álbum recopilatorio de Siberry llamado Summer in the Yukon para el mercado del Reino Unido. Este se centró principalmente en su lado más orientado al pop y presentó un remix de la canción Bound by the Beauty "The Life is the Red Wagon" con una nueva pista de ritmo amigable para el baile.

#### When I Was a BoyandMaria(1993–1996)
El sexto álbum de Siberry, When I Was a Boy, se completó en 1993 después de un período de tres años de escritura y grabación durante el cual había sufrido cambios en su vida personal y en su enfoque musical. Por primera vez, eligió compartir las responsabilidades de producción del álbum con otros músicos, en este caso Michael Brook y Brian Eno, quienes también contribuyeron con el trabajo instrumental del álbum. Durante el período de grabación, también había enfrentado y superado una adicción al alcohol de larga duración. Más tarde consideraría que la música en el disco era más liberada, presentando lo que ella describió como "más cuerpo en ella, más energía sexual ... se trata de los aspectos sagrados de la sexualidad, y finalmente poder abrazarlos y no, (solo) ser un observador más ".
En contraste con su predecesor, When I Was a Boy estuvo influenciado por el funk, el dance y la música gospel y contó con un amplio uso de la tecnología de capas y sampler, en línea con los desarrollos en la música pop de los últimos días, trip-hop y R'n'B. También presentó la que se convertiría en la canción más conocida de Siberry, "Calling All Angels" (un dúo con K. D. Lang que apareció por primera vez como parte de la banda sonora de Wim Wenders Until the End of the World y como una canción en Summer in the Yukon y más tarde se volvió a grabar para la banda sonora de Pay It Forward). Otros contribuyentes en el álbum incluyeron a las cantantes canadienses Holly Cole y Rebecca Jenkins y (por última vez) al guitarrista habitual Ken Mhyr. El álbum presentó los temas más orientados espiritualmente que se convirtieron en un sello distintivo del trabajo posterior de Siberry y lanzó tres sencillos: "Calling All Angels", "Sail Across the Water" y "Temple".
Antes del lanzamiento de When I Was a Boy, Siberry actuó en Edimburgo como el acto de apertura del estreno de Mike Oldfield de Tubular Bells 2.  Ella se encontró con un desastroso rechazo por parte de la audiencia. Inicialmente, Siberry estaba devastada (luego se describió a sí misma como "habiendo llorado durante dos semanas") y tuvo que hacer una seria revaluación de su perspectiva sobre su trabajo. A partir de este punto, ella eligió reclamar su arte para sí misma y decidió "Recuperé todo el poder que había puesto fuera tratando de complacer a los demás".  El peor espectáculo de mi vida se ha convertido en el mejor programa porque me ha dado la libertad máxima de preocuparme solo por lo que creo que es realmente bueno. Mi carrera es secundaria".
Siberry reafirmaría posteriormente el control total sobre todas las áreas de su trabajo, desde la composición de canciones hasta la presentación en escena y la dirección del video. Para su gira promocional de When I Was a Boy, que llamó "The It Ain't a Concert Concert", optó por no usar una banda y se presentó en solitario, fomentando la interacción de la audiencia e incluyendo material de partes habladas (para el desconcierto de la crítica). 
Más tarde, en 1993, Siberry colaboró con Holly Cole, Rebecca Jenkins, Mary Margaret O'Hara y Victoria Williams en un concierto en vivo de música navideña, que se emitió en CBC Radio el día de Navidad ese año antes de ser lanzado en 1994 como el Álbum Count Your Blessings.
Durante 1994 Siberry grabó esporádicamente, sin construir un nuevo álbum. Llamó la atención de un nuevo público cuando su canción "No puede llover todo el tiempo" se incluyó en la banda sonora de la película The Crow. El tiempo que pasó con Peter Gabriel en Real World Studios resultó en tres canciones más (no lanzadas por otros siete años) y ella cantó en el álbum de Indigo Girls Swamp Ophelia .
El siguiente lanzamiento de Siberry fue otro cambio completo de dirección. En contraste con la intrincada producción de estudio de When I Was a Boy, Maria (lanzado en 1995) presentó una dirección más inspirada en el jazz con instrumentación acústica en vivo y enfoques similares a los del legendario álbum Astral Weeks de Van Morrison. Las canciones básicas del álbum fueron grabadas en tres días por un grupo con Tim Ray (el pianista de la banda de jazz Orange then Blue), el contrabajo Christopher Thomas de Betty Carter, el batería de la sesión de jazz Brian Blade y el trompetista David Travers-Smith (con Siberry tocando guitarra eléctrica y cantando).  Editó y reelaboró el material grabado en canciones totalmente realizadas, la mayoría de las cuales presentaban varias perspectivas sobre la inocencia. El álbum también presentó un trabajo conceptual extendido de 20 minutos llamado "Oh My My". Siberry llevó a esta nueva banda de gira por Canadá y Estados Unidos y se declaró satisfecha con los resultados, pero Reprise Records no estaba tan contenta con las ventas del álbum.
Después de María, Siberry se separó de Reprise Records, luego declaró que "querían que trabajara con un productor y eso cortó cualquier sentido de lealtad. Me di cuenta de que realmente no entendían lo que estaba haciendo ... así que me despedí ".

### Período de Sheeba Records

#### Período de Nueva York (1996–1997)
En 1996, Siberry fundó su propio sello independiente con sede en Toronto, Sheeba Records, en el que lanzó todo su material posterior. Aunque su perfil público se volvió más bajo una vez que se convirtió en artista independiente, mantuvo un devoto grupo de seguidores. Su primer lanzamiento de Sheeba fue Teenager (1996), un álbum de canciones que había escrito originalmente durante su adolescencia y que había grabado durante las sesiones de Maria (aprovechando el hecho de que las sesiones se habían completado con el tiempo de estudio restante). Dejando la oficina de Sheeba Records para continuar su trabajo en Toronto, Siberry se mudó a Nueva York en busca de nuevas fuentes de inspiración.
En 1996, realizó cuatro conciertos en el famoso club de jazz Bottom Line de la ciudad, todos grabados y lanzados en un conjunto de álbumes en vivo entre 1997 y 1999, conocidos colectivamente como la "Trilogía de Nueva York". El primero de ellos fue Child: Music for the Christmas Season de 1997, un álbum doble que combinaba los estándares navideños y los villancicos (como " O Holy Night " y " In the Bleak Midwinter ") y las canciones originales de Siberry que contienen imágenes religiosas (como " Un ángel renunció ... ").
Siberry también había demostrado la mayor libertad creativa que tenía como artista de grabación independiente a través de su otro álbum de 1997, A Day in the Life.  Este fue su lanzamiento más poco convencional hasta la fecha, a pesar de que incluyó extractos de canciones, fue predominantemente una representación de un collage sonoro de la experiencia de un día típico de Siberry en Nueva York. El álbum estaba lleno de grabaciones de clases de yoga, mensajes telefónicos y sonidos callejeros; y contó con conversaciones e intercambios con una gran variedad de personas: taxistas, amigos, compañeros de estudios y Patty Larkin, Joe Jackson, K. D. Lang y Darol Anger, colaboradores musicales de Siberry.
También en 1997, el antiguo sello de Siberry, Reprise Records, lanzó un segundo álbum recopilatorio de su obra, A Collection 1984–1989 , dirigido a los mercados canadiense y estadounidense, y se inspiró en toda la producción de Siberry de antes de When I Was a Boy.

#### Período de Toronto (1997-2005)
Con Sheeba enfrentándose a problemas financieros, Siberry se fue de Nueva York, y regresó a Toronto y restableció su etiqueta como una firma de una sola mujer (manejando todo, desde escribir canciones hasta rellenar sobres). Con el fin de financiar a Sheeba, también comenzó a experimentar con ideas promocionales poco ortodoxas, como los "Salones de Siberry" que duran un fin de semana (un concierto-seminario con dos presentaciones más un taller y una cena, que se celebraron en lugares íntimos e inusuales como galerías de arte y apartamentos tipo loft). Sheeba ahora también vendía juguetes blandos y subastaba artículos coleccionables relacionados con su carrera, como hojas de letras firmadas, su primera guitarra e incluso el sujetador rosa que había llevado en la portada de María .
Siberry tardó dos años en restaurar las precarias finanzas de Sheeba, durante las cuales se mantuvo ocupada. Su primer libro de poemas en prosa, S W A N, fue publicado por Sheeba en 1998, el mismo año en que realizó una gira como uno de los actos de "Suffragette Sessions", orientada a la mujer, junto a Indigo Girls, Lisa Germano y miembros de Luscious Jackson. y The Breeders. Un segundo libro, One Room Schoolhouse, siguió en 1999. En el mismo año, Siberry lanzó el segundo y tercer volumen de las grabaciones de conciertos de Nueva York.  Lips: Music for Saying It se basó en temas de comunicación (e incluyó una respuesta "Mimi" a la "Mimi on the Beach" de 1984).  Tree: Music for Films and Forests documentó un concierto en el que Siberry había cantado canciones vinculadas por el concepto de los árboles, además de agregar un par de canciones con que había contribuido a bandas sonoras. La trilogía completa fue reeditada como una caja de tres álbumes el mismo año.
El décimo álbum de estudio de Siberry, Hush, fue lanzado en el 2000. Este fue un registro predominantemente acústico que consiste enteramente en versiones en las que Siberry exploró canciones tradicionales, celtas y de gospel, como "Jacobs Ladder ", " Ol 'Man River " y " Streets of Laredo ". Lanzó un tercer libro a través de Sheeba en 2000, New Year's Baby.  El álbum City del año siguiente recopiló varias canciones, rarezas y colaboraciones entre Siberry y otros músicos. Además de proporcionar otro hogar para "Calling All Angels", el álbum incluyó trabajo con Nigel Kennedy, Peter Gabriel, Hector Zazou y Joe Jackson y presentó "All the Pretty Ponies" (una canción para niños con que Siberry había contribuido a la banda sonora de La gran aventura de Barney).
En 2002, Love is Everything: The Jane Siberry Anthology se lanzó en Rhino Records: un álbum de doble CD que combina material de sus épocas Duke Street, Reprise y Sheeba y resume los primeros veintiún años de su carrera. Este fue seguido en 2003 por Shushan the Palace: Hymns of Earth - otro álbum de versiones con tema navideño. Esta vez, Siberry presentó sus propias interpretaciones de los himnos litúrgicos navideños de varios compositores clásicos y románticos, incluidos Mendelssohn, Bach, Holst y Handel.
A pesar de su aparente productividad, Siberry continuaba encontrando que su carrera independiente y sus esfuerzos empresariales eran desafiantes y problemáticos. Los álbumes en vivo fueron en parte una táctica económica que le permitió obtener recursos para grabar su trabajo original. Más tarde confesaría: "Realmente pensé que iba a ser mucho, mucho más fácil todo el asunto del sello discográfico.  No lo fue Esos registros, Shushan y Hush, debían pagar por el tiempo de estudio".

#### Período "Issa" (2006-2009)
A principios de 2006, Siberry cerró su oficina de Sheeba, luego subastó y vendió casi todas sus posesiones a través de eBay, incluida su casa en Toronto y sus instrumentos musicales. Conservó una guitarra, pero ninguno de los otros instrumentos que aparecieron en sus álbumes y en sus conciertos. En 2006, le dijo a The Globe and Mail que había mantenido muy pocas posesiones preciosas, incluyendo sus CD de Miles Davis, en su posesión.
El 3 de junio de 2006, en algún lugar del noroeste de Europa, Siberry cambió su nombre a Issa: reveló este cambio de identidad al público un par de semanas después, el 24 de junio de 2006.  Dijo a The Globe and Mail que eligió el nombre Issa como una variante femenina de Isaiah. Declaró que su música más antigua estaría disponible para la venta bajo el nombre de "Jane Siberry", pero su nuevo material se lanzaría como Issa. En ese momento también declaró, con respecto al cambio de identidad, "tenía que hacerlo bien. Tenía que ser seria al respecto y tenía que transmitir eso. Cuando aparté a Jane, guardé silencio durante 24 horas. Ni una palabra a nadie. Y luego Issa a partir de ese momento".
Más tarde describiría el proceso de elegir una nueva identidad en términos de cambiar su enfoque de escritura: "Al mudarme a Issa, ya no sabía si estaría en el negocio de la música. Volvía a empezar a escribir. Quería dejar de lado cualquier expectativa e intentar acercarme más a lo que escuchaba en mi cabeza... Intenté escribir tan precisamente como pude lo que escuché en mi cabeza. Bajé la velocidad y tomé una nota cada vez, y solo esperé hasta que escuché la siguiente nota".  El proceso fue evidentemente exitoso, lo que resultó en treinta y tres canciones escritas en treinta y tres días.
El 4 de julio de 2006, Issa dio una conferencia en la Universidad de la British Columbia en Vancouver sobre el tema "Cracking the Egg: A Look From the Inside".  Comenzó con una meditación poética sobre la ciencia y la vida, y luego abrió el turno a las preguntas de la audiencia. Habló sobre sus recientes aventuras para descontificar su vida, su cambio de nombre y su nueva concepción de sí misma como artista. Durante 2006 y 2007, documentó el proceso de grabación de una treintena de nuevas canciones en su diario, publicadas en su página de MySpace y en su nuevo sitio web. 
En otoño de 2008, Issa finalizó las ideas para una trilogía de álbumes que se llamará las "Tres Reinas". El primero de ellos, Dragon Dreams , fue el lanzamiento de Issa, el 12 de diciembre de 2008. Al igual que con el material anterior de Jane Siberry, fue lanzado en Sheeba: Issa había retenido la etiqueta a pesar de disminuir sus operaciones. En 2009, Issa lanzó el segundo álbum de la trilogía "Tres reinas", ¿Con qué me mantendré caliente?  Sin embargo, estaba claro que su identidad ya no estaba fija, ya que los dos nombres que había usado como música, "Issa" y "Jane Siberry", estaban incluidos en la portada. En diciembre de 2009, notificó a sus fanes que recientemente había cambiado su nombre de Issa a Jane Siberry, sintiendo que el proceso de trabajar bajo un nombre diferente había seguido su curso y finalizado

#### Trabajo posterior (2010 – presente)
Inspirada por la dicotomía entre los frecuentes correos electrónicos de devotos fanes internacionales que le piden que toque un concierto en su ciudad y su dificultad para encontrar un promotor de conciertos adecuado, Siberry lanzó un "microtour" a través de su lista de correo de admiradores en 2010, en que se ofreció a tocar en lugares pequeños, desde cafés íntimos hasta las casas de los fanes, en cualquier lugar de Europa donde uno o más fanes pudieran organizar un espacio, una audiencia de aproximadamente 20 a 30 personas y una noche de alojamiento.
En mayo de 2010, Siberry hizo que su catálogo completo de música estuviera disponible como descargas gratuitas en formatos MP3 y AIFF. Anteriormente, había empleado una política de precios flexible que decía: "Empecé a sentirme rara por retener todo lo que la gente quería por el dinero".  "Me sentí mal en mi estómago, así que hice una interfaz flexible para que la gente lo tomara con cualquier compensación que sintiera que era correcta, y ya no tenía que preocuparme más por eso".
En marzo de 2011, Siberry advirtió a sus fanes a través de su lista de correo que el tercer álbum de la trilogía "Tres Reinas" estaba casi listo, y que tenía la intención de lanzar un cuarto disco como parte de la colección. El álbum, Meshach Dreams Back , se lanzó en 2011 y fue el primer álbum en ser acreditado de "Jane Siberry" durante ocho años.
En 2014, Siberry utilizó el micromecenazgo para recaudar fondos para producir Ulysses 'Purse, un CD de edición limitada. Siberry aparece en el sencillo "10.000 Horses" de Corey Hart, que fue lanzado el 8 de abril de 2014.

## Estilo musical y enfoque comercial.
La música de Siberry es más comúnmente comparada con artistas como Kate Bush, Joni Mitchell, Suzanne Vega y Laurie Anderson. Se ha inspirado en una gran variedad de estilos, desde la new wave en sus álbumes anteriores hasta un estilo pop reflexivo influenciado por el jazz, el folk, el gospel, la música clásica y la litúrgica en su trabajo posterior. Ha citado a Van Morrison y Miles Davis como fuertes influencias creativas.
Siberry ha criticado a menudo el poder competitivo de la radio comercial y la industria de la grabación. En 2005, fue pionera en una política de precios autodeterminada a través de su sitio web en la que el comprador tiene la opción de: precio estándar (aproximadamente $ 0.99 USD / canción); pagar ahora, precio auto-tasado; pagar más tarde, pagar su propio precio; o "un regalo de Jane".  En una entrevista con The Globe and Mail, Siberry confirmó que desde que había instituido la política de precios autodeterminada, el ingreso promedio que recibe por canción de los clientes de Sheeba es, de hecho, un poco más que el precio estándar.

## Discografía

### Álbumes

#### Álbumes de estudio
- Jane Siberry (1981)
- No Borders Here (1984)
- The Speckless Sky (1985)
- The Walking (1987)
- Bound by the Beauty (1989)
- When I Was a Boy (1993)
- Maria (1995)
- Teenager (1996)
- A Day in the Life (1997)
- Hush (2000)
- Shushan the Palace: Hymns of Earth (2003)
- Dragon Dreams (as Issa) (2008)
- With What Shall I Keep Warm? (as Issa/Jane Siberry) (2009)
- Meshach Dreams Back (2011)
- Ulysses' Purse (2016)
- Angels Bend Closer (2016)

#### Álbumes en vivo
- Count Your Blessings (1994, live, performances by Jane Siberry, Holly Cole, Rebecca Jenkins, Mary Margaret O'Hara and Victoria Williams)
- Child: Music for the Christmas Season (1997, live)
- Lips: Music for Saying It (1999, live)
- Tree: Music for Films and Forests (1999, live)

#### Compilaciones
- Summer in the Yukon (1992) – UK-only "best of"
- A Collection 1984-1989 (1995) – North American "best-of"
- New York City Trilogy (1999) – 4-CD box set of live albums '"Tree'", '"Child'" and '"Lips"'
- City (2001) – Collaborations, non-album tracks and rarities
- Love is Everything: The Jane Siberry Anthology (2002) – 2-CD "best of", 1981–2002

### Bandas sonoras y discos colectivos
Siberry también ha contribuido con pistas a una serie de bandas sonoras de películas y álbumes de compilación: 
- Until the end of the World, 1991 ("Calling All Angels")
- Kick at the Darkness, 1991 ("A Long Time Love Song", duet with Martin Tielli)
- Toys, 1992 ("Happy Workers (reprise)")
- The Crow, 1994 ("It Can't Rain All the Time")
- Faraway, So Close, 1994 ("Slow Tango")
- Chansons des mers froides, 1994 ("She's Like A Swallow")
- Time and Love: The Music of Laura Nyro, 1997 ("When I Think of Laura Nyro")
- Women Like Us: Lesbian Favorites, 1997 ("Temple")
- Pay It Forward, 1998 ("Calling All Angels")
- Care Bears: Journey to Joke-a-lot, 2004 ("With All Your Heart")
- Whatever: The '90s Pop &amp; Culture Box, 2005 ("Calling All Angels")